# 塔皮拉 (巴拉那州)
塔皮拉（葡萄牙語：Tapira）是巴西的城鎮，位於該國南部，由巴拉那州負責管轄，始建於1968年，面積434.4平方公里，2010年人口5,834，該城鎮人口密度每平方公里13.43人。